# ユーロウイングス

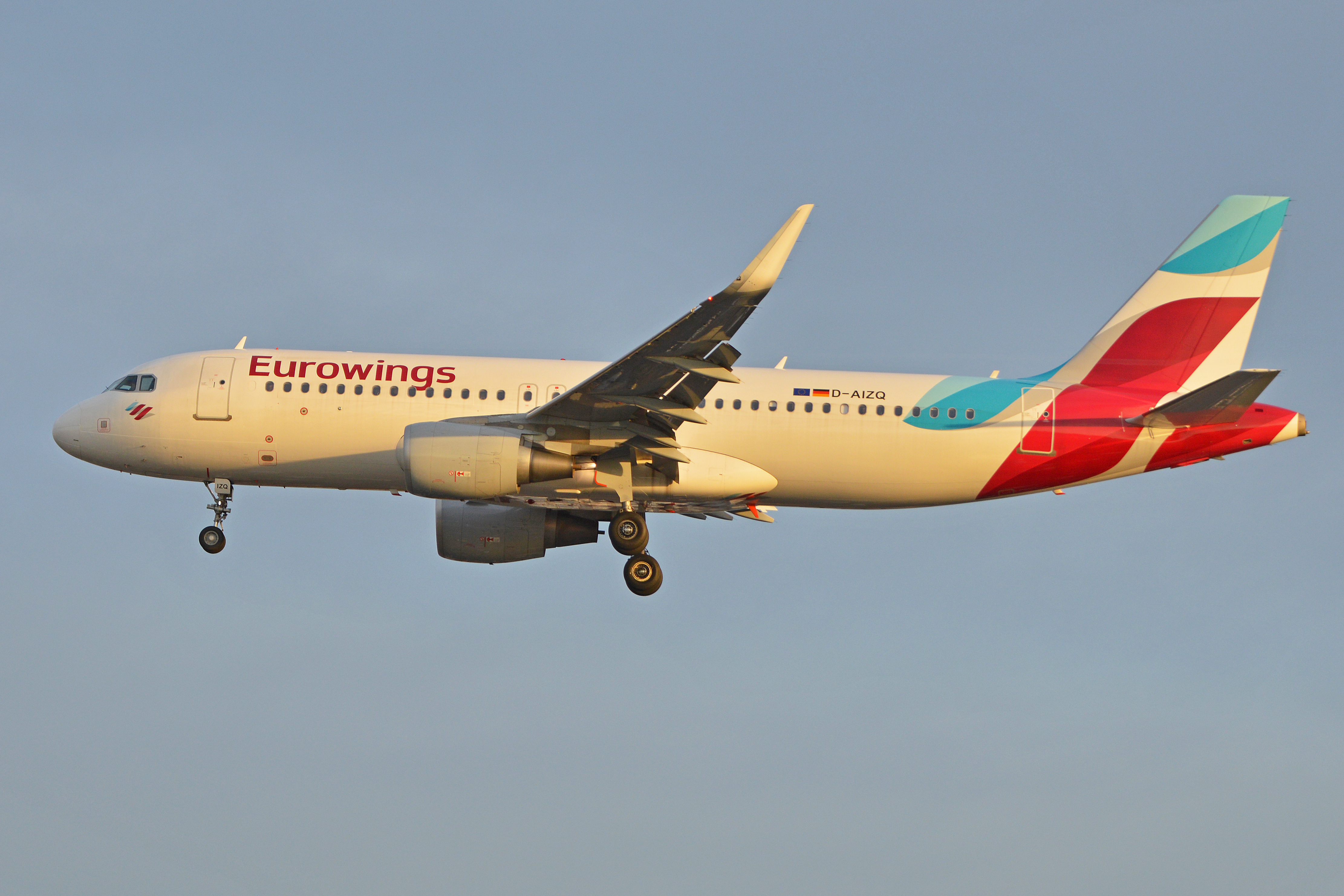
ユーロウイングスのエアバスA320

ユーロウイングス (Eurowings) はデュッセルドルフに本拠を置くドイツの格安航空会社。。ルフトハンザグループの一員。

## 歴史
- 1990年2月1日、ニュルンベルグを拠点にするニュルンベルク航空（ドイツ語版）と、ドルトムントを拠点にするRFG（ドイツ語版）の2社の合併により設立された。
- 1994年1月1日、前身の航空会社から受け継いだATR42、ATR72を使用して運航を開始した。
- 2001年にルフトハンザが株式の24.9%を取得し、さらに2004年には49%に買い増した。
- 2005年、ルフトハンザが追加で株式の1.0001%を割り当てられ、経営権を獲得した。
- 2010年9月、ドイツのドルトムントにある本社と技術施設を閉鎖し、両方をデュッセルドルフに移転した。
- 2011年3月、ニュルンベルク空港の整備部門も閉鎖された。
- 2011年、ルフトハンザが全株式を取得し、ルフトハンザの完全子会社となった。
- 2014年7月、ボンバルディアCRJ900型機23機をエアバスA320型機に置き換えると発表した。また、2015年末までに格安航空会社に転換することも発表した。
- 2015年2月1日、初の新塗装となるエアバスA320-200を受領した。
- 2015年10月には、親会社のルフトハンザによるグループ再編の一環としてLCCをユーロウイングスに一本化することを発表、ジャーマンウイングスをユーロウィングスに統合する方針を発表し、ルフトハンザグループのLCC部門を一手に担う事になった[2]。
- 2015年から長距離路線の運航を開始したものの、長時間の遅延が多発し、利用客からは批判が噴出した[3]。この対策としてルフトハンザはエア・ベルリンから路線網、人員、航空機リースの一部を引き継ぎ、その後ユーロウイングスの運営の一部とすることを検討していることが公表された[4]。
- 2018年、全長距離路線をケルン・ボン空港からデュッセルドルフ空港に移管した。
- 2019年3月にはフランクフルト空港とミュンヘン空港からの長距離路線を導入すると発表したものの[5] 、3か月後の6月には全ての長距離路線便を廃止、短距離路線便に力を入れることが発表された[6]。廃止となった長距離便はルフトハンザやオーストリア航空など、他のグループ会社によって運航される。
- 2020年4月、COVID-19のパンデミックを受け、ユーロウイングスの大幅人員削減を発表[7]。これにより、ユーロウィングスのブランドで運航していたジャーマンウイングスは完全に運航を終了した。
- 2021年初めには長距離便の運航を目的とした新会社であるユーロウイングス・ディスカバーを設立することを発表した[8]。

## 機材

### リスト
| 機材                                 | 運用数 | 発注数 | 座席数  | 備考                                           |
| ------------------------------------ | ------ | ------ | ------- | ---------------------------------------------- |
| エアバスA319-100                     | 26     | -      | 144/150 |                                                |
| エアバスA320-200                     | 43     | -      | 174/180 | 一部はアビオン・エクスプレス・マルタによる運航 |
| エアバスA320neo                      | 7      |        | 180     |                                                |
| エアバスA321-200                     | 6      | -      | 226     |                                                |
| エアバスA321neo                      | 5      | -      | 232     |                                                |
| ボーイング737-800                    | 7      | -      | 189     | スマートウィングズによる運航                   |
| ボーイング737-8 MAX                  | -      | 40     | 189     | 2027～2032年に導入予定 A319/A320を置き換え予定 |
| ユーロウイングス・ヨーロッパ・マルタ |        |        |         |                                                |
| エアバスA319-100                     | 6      | -      | 150     |                                                |
| エアバスA320-200                     | 22     | -      | 174/180 |                                                |
| エアバスA320neo                      | 1      | -      | 180     |                                                |
| 計                                   | 123    | 40     |         |                                                |

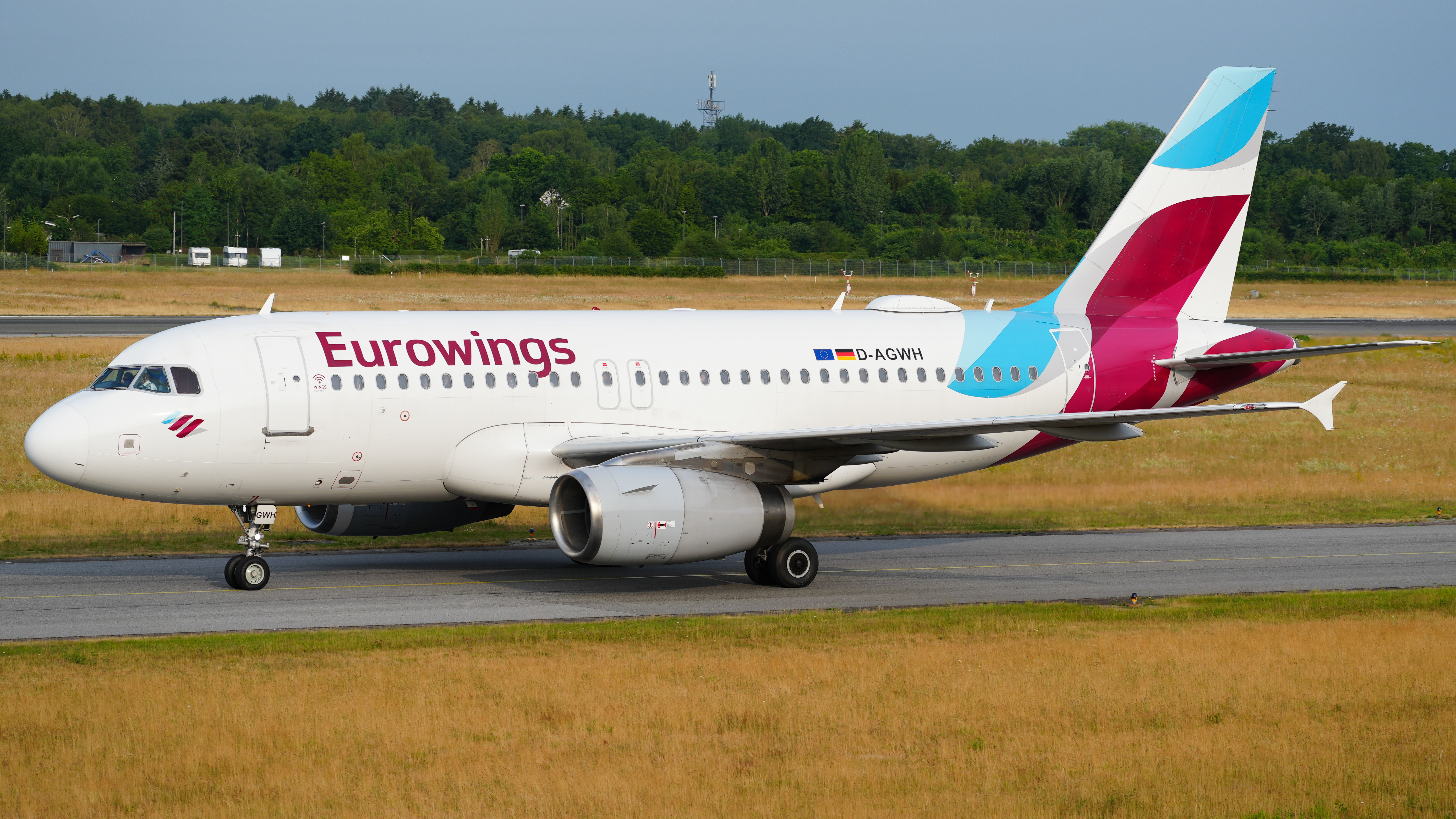
エアバスA319-100
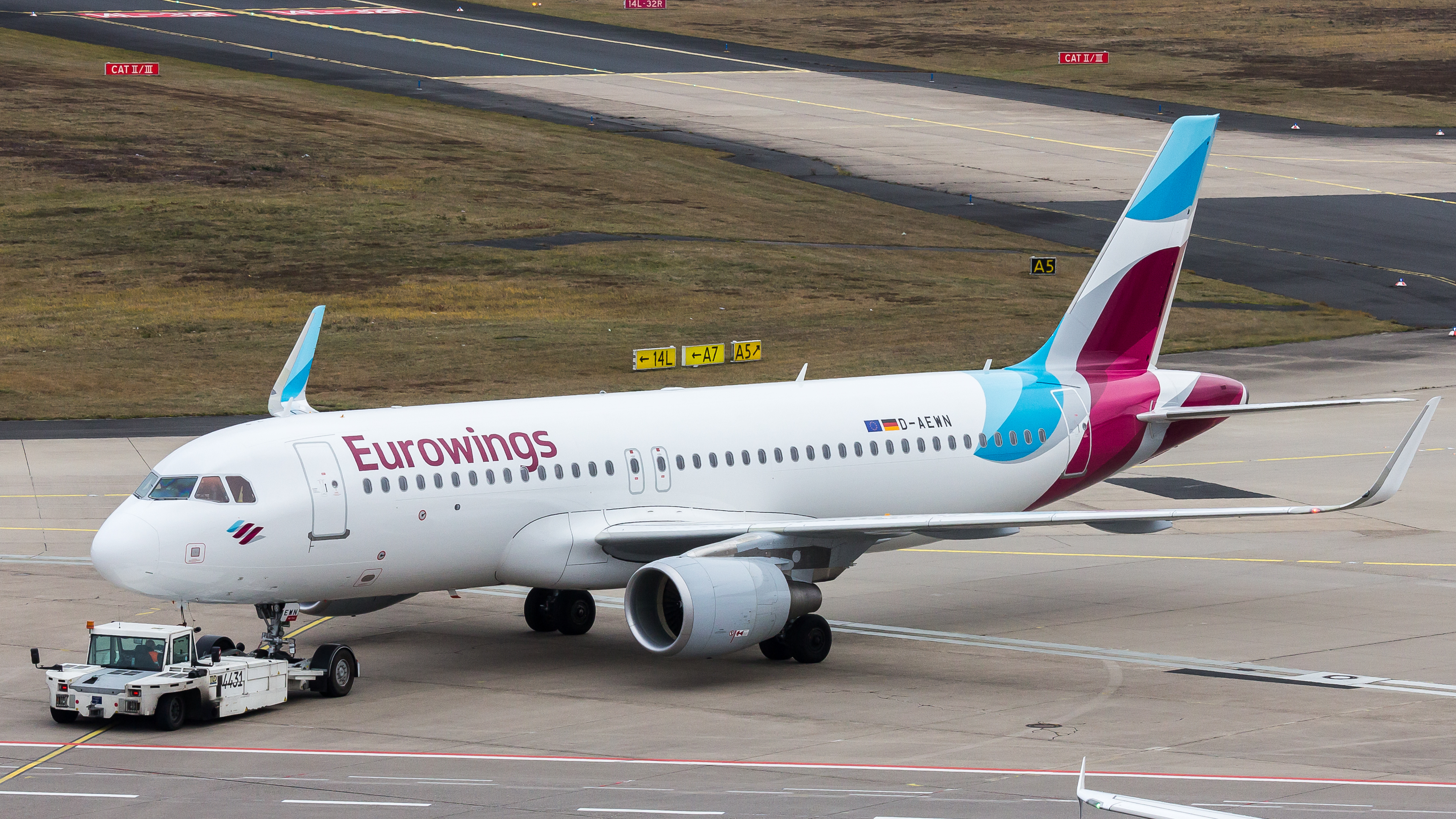
エアバスA320-200
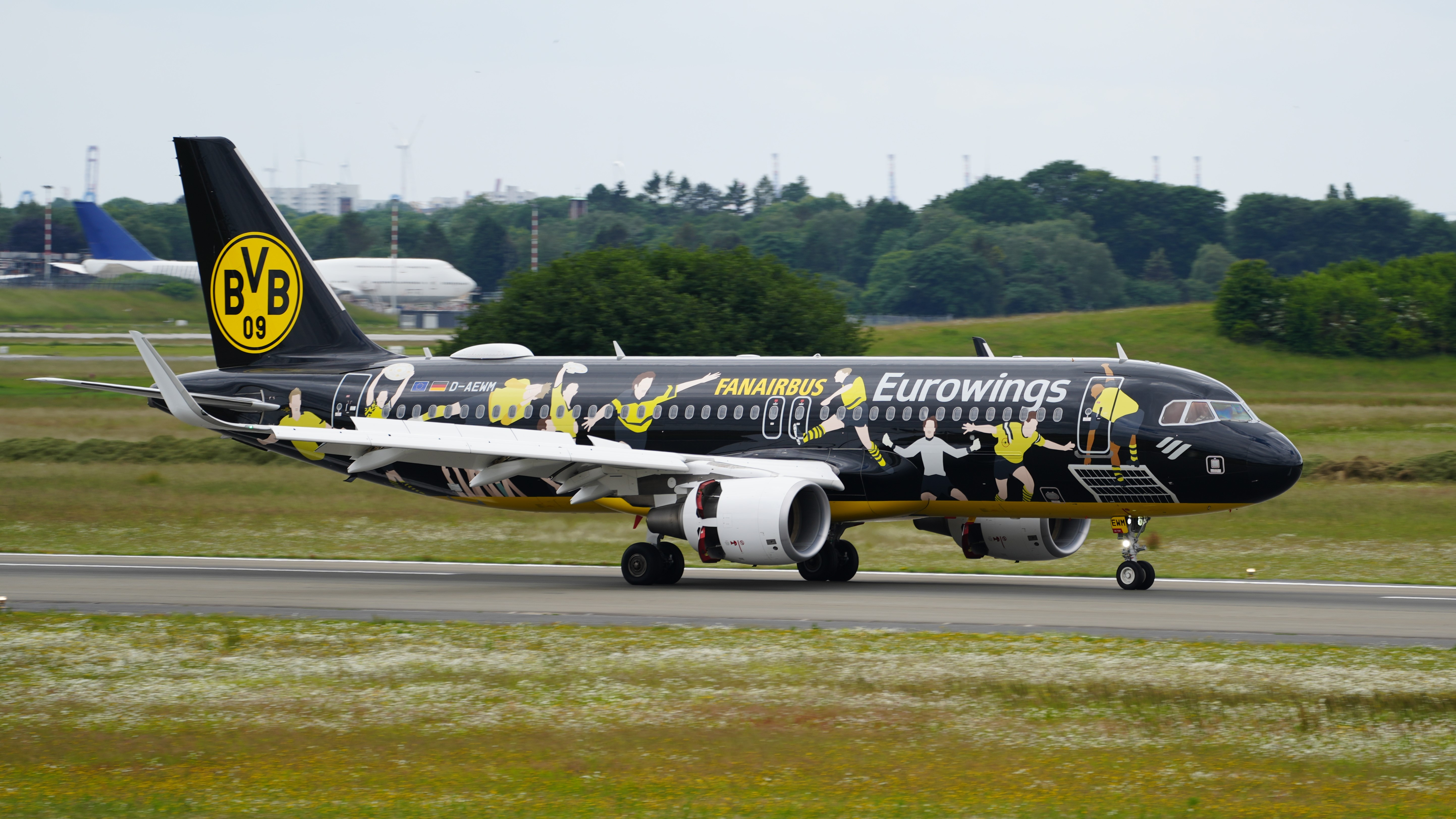
エアバスA320-200（ボルシア・ドルトムント特別塗装）
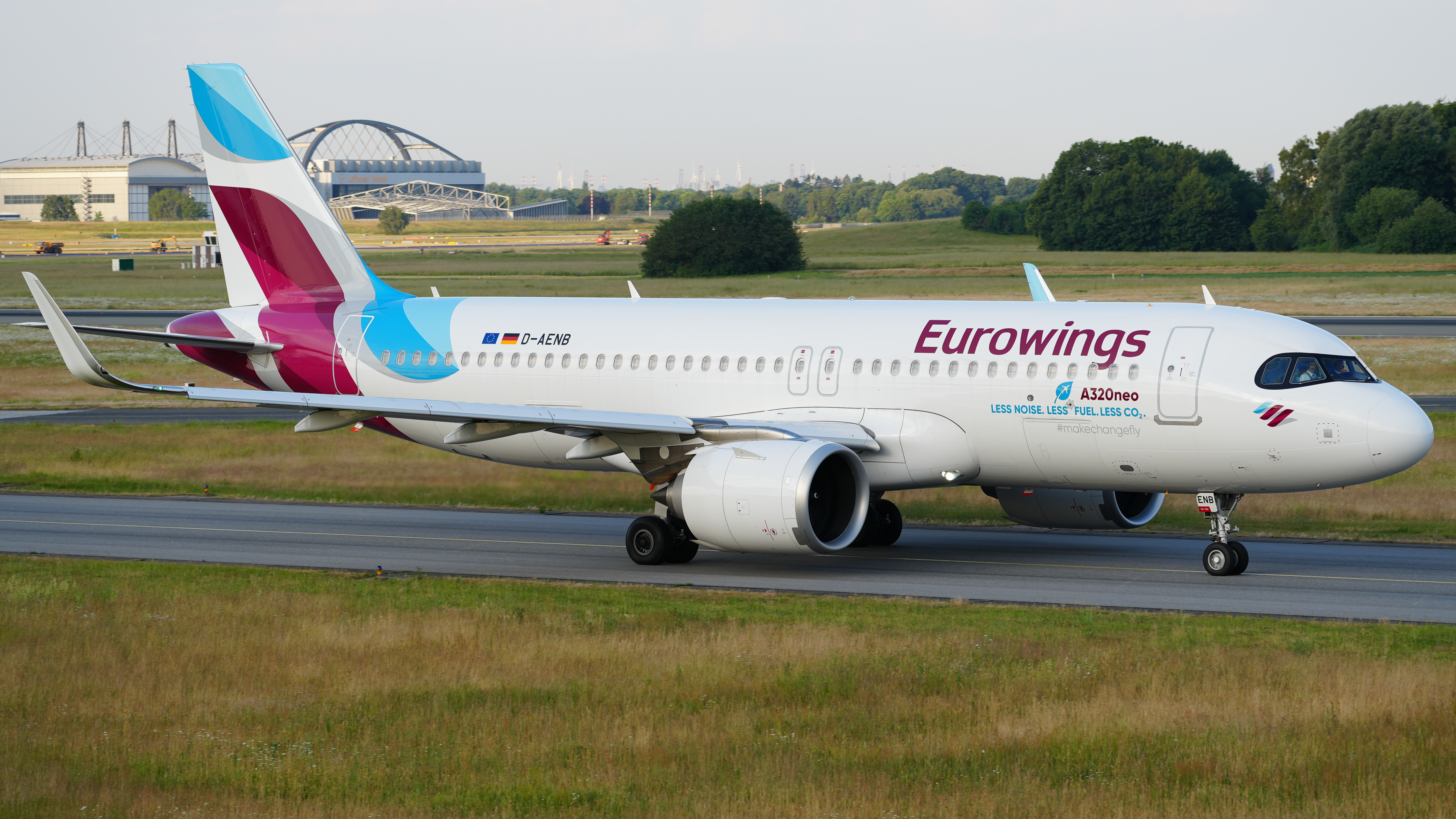
エアバスA320neo
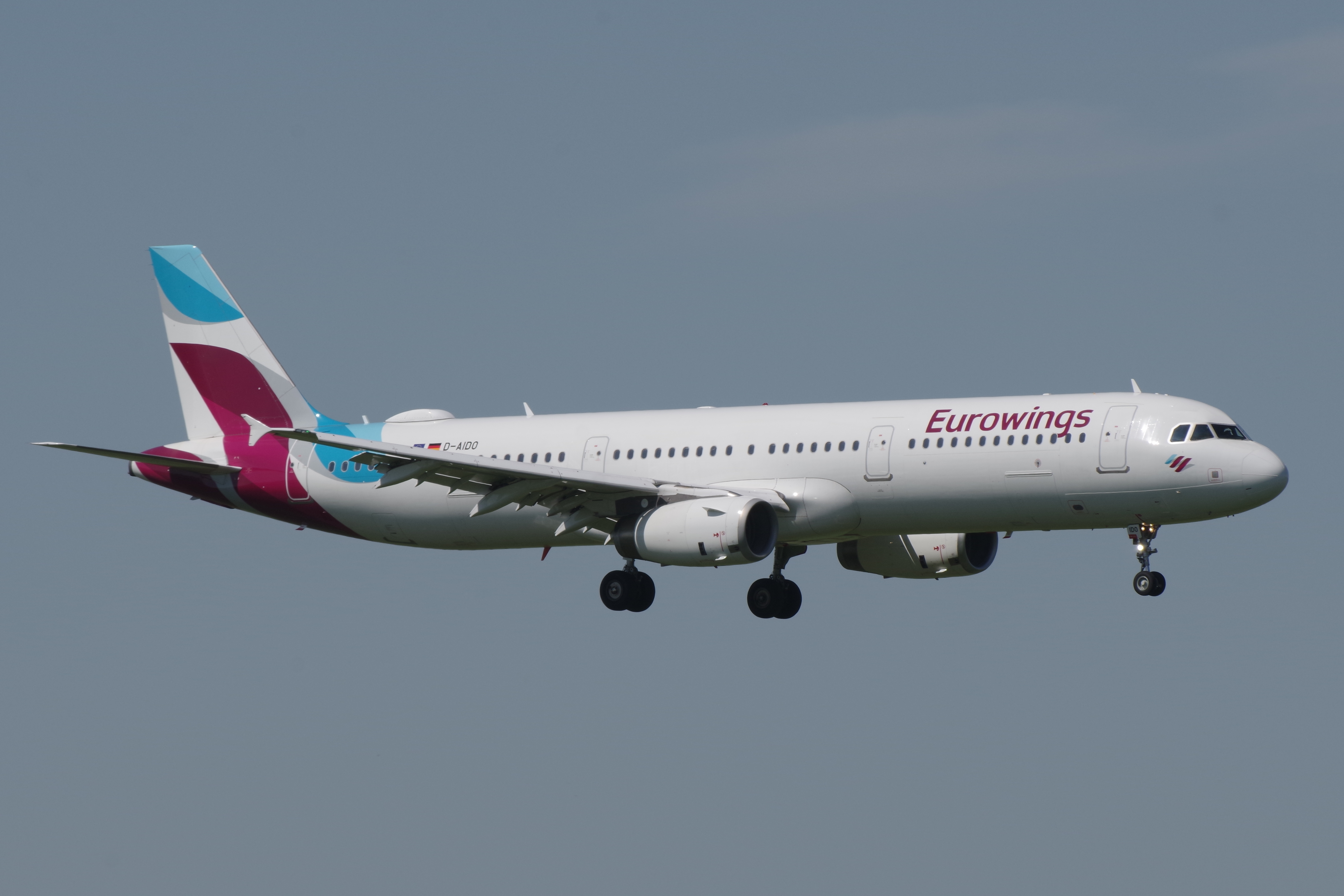
エアバスA321-200
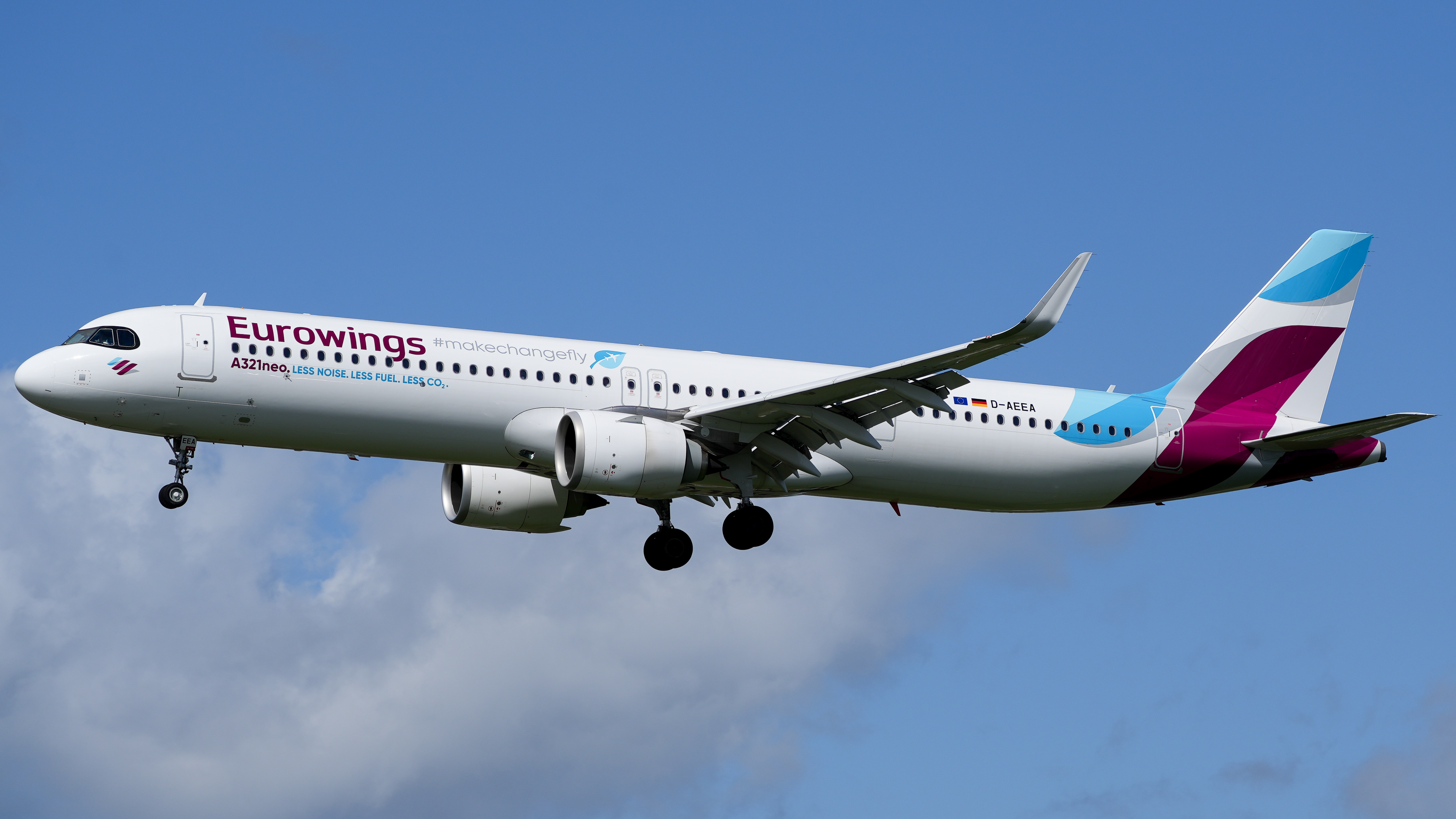
エアバスA321neo

### 過去の保有機材
- エアバスA310
- エアバスA330-200/300
- エアバスA340-300
- ATR 42
- ATR 72
- BAe 146
- ボーイング737-300
- ボーイング767-300ER
- ボンバルディアCRJ-100/200/700/900
- ボンバルディア DHC-8-Q400
- ドルニエ 328

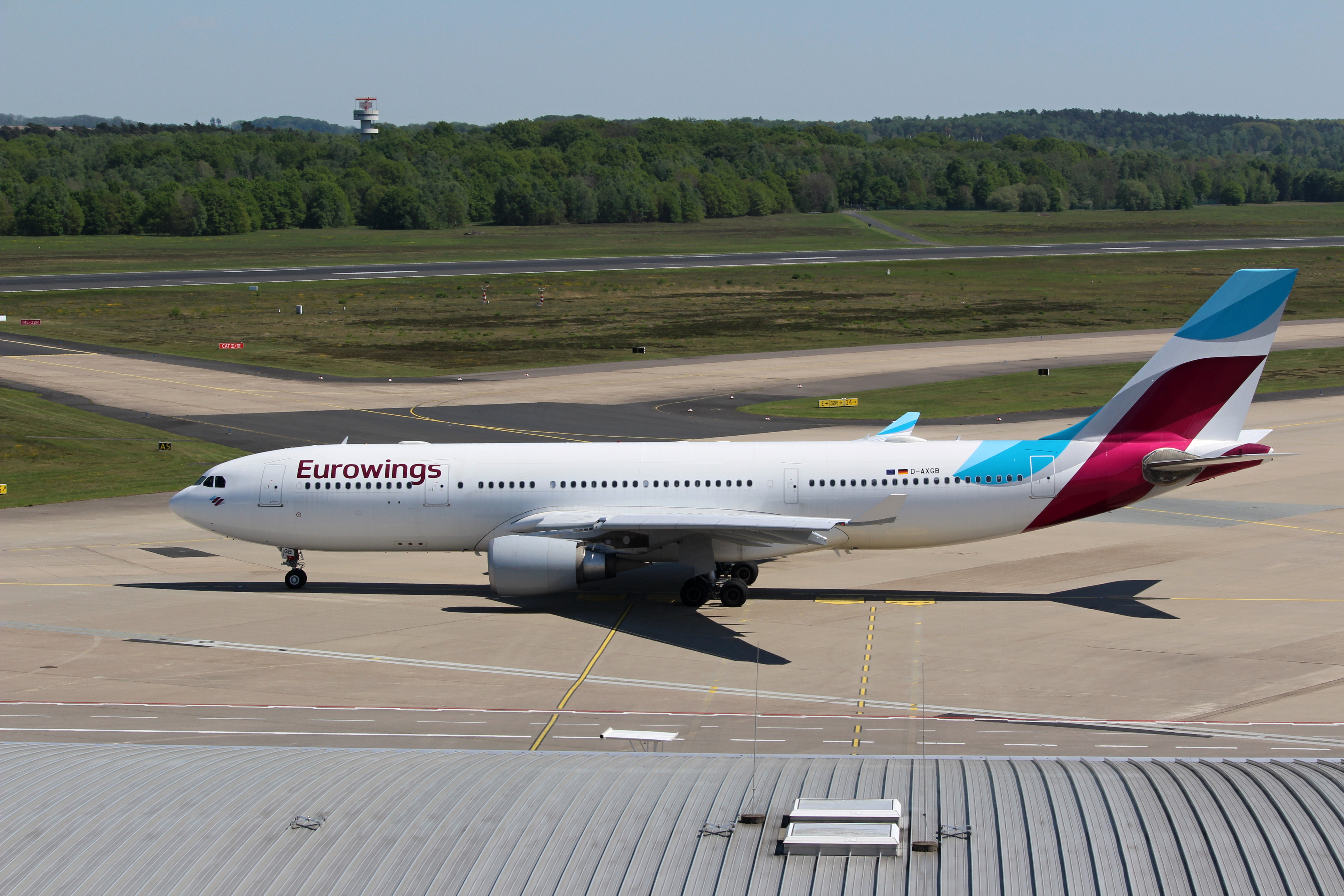
エアバスA330-200
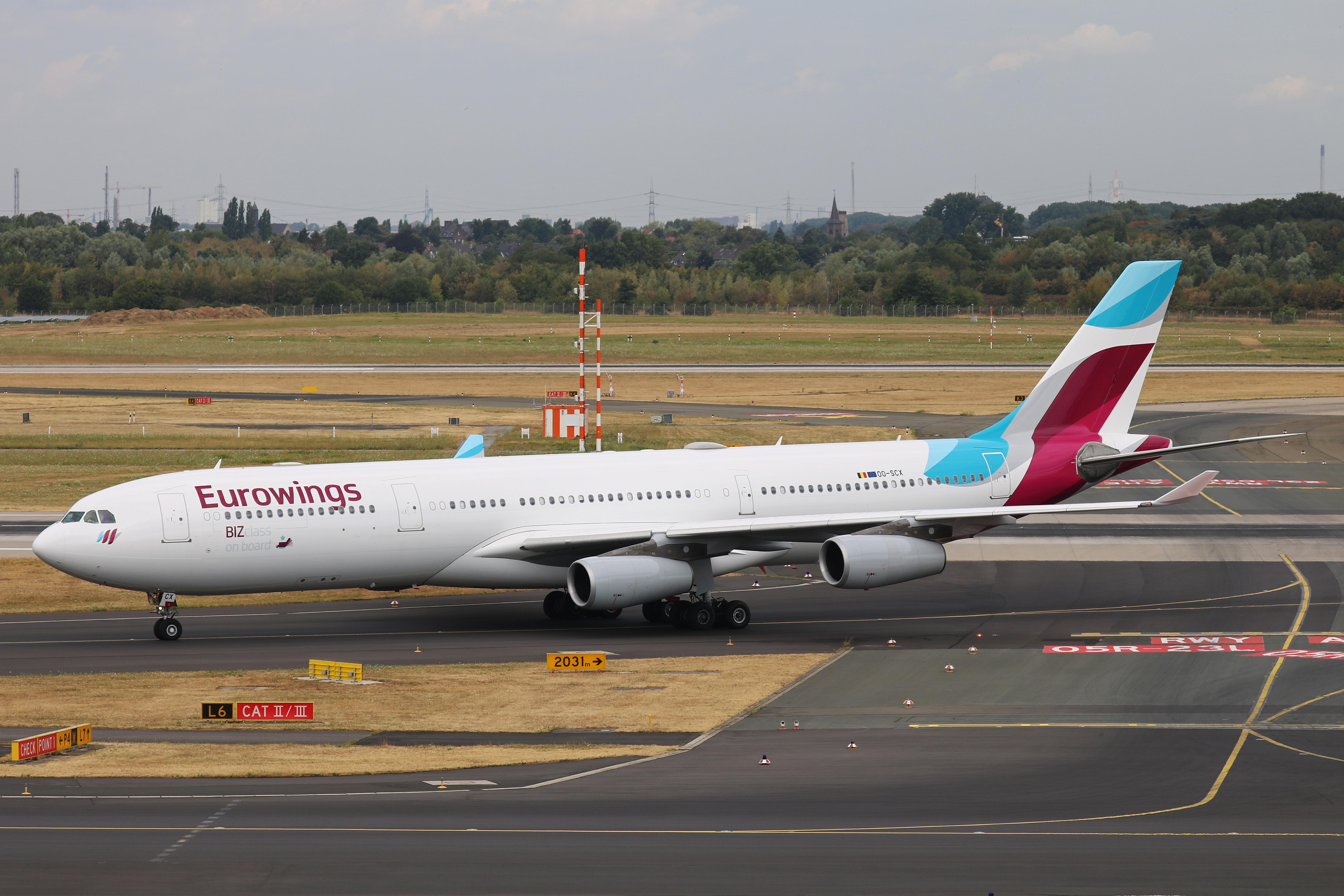
エアバスA340-300
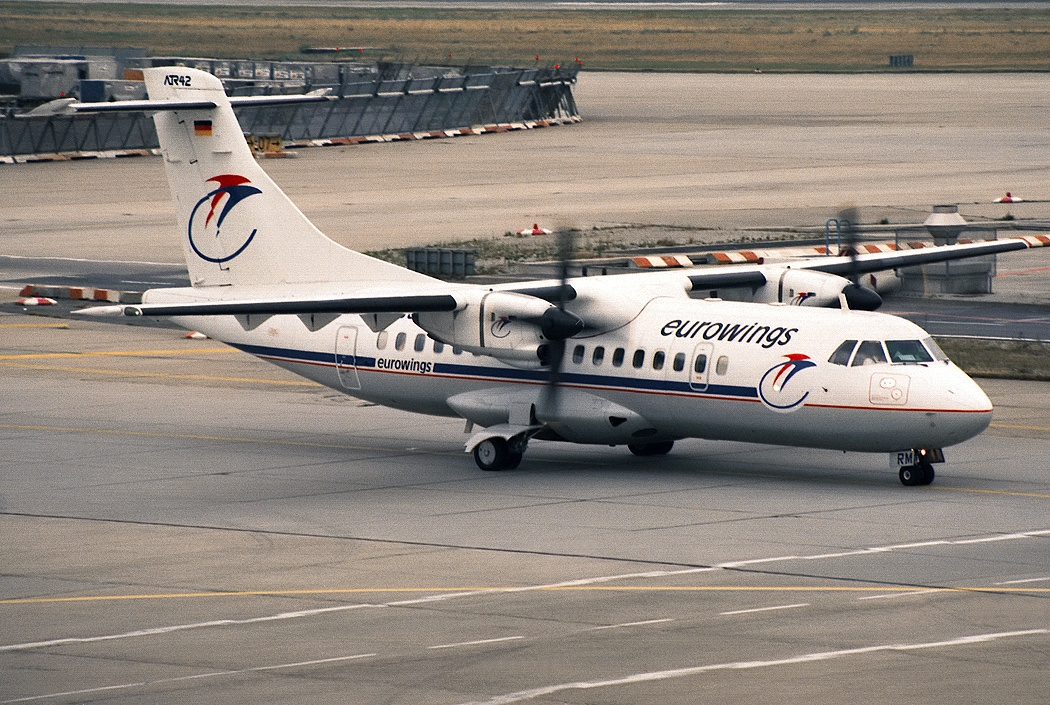
ATR 42-300
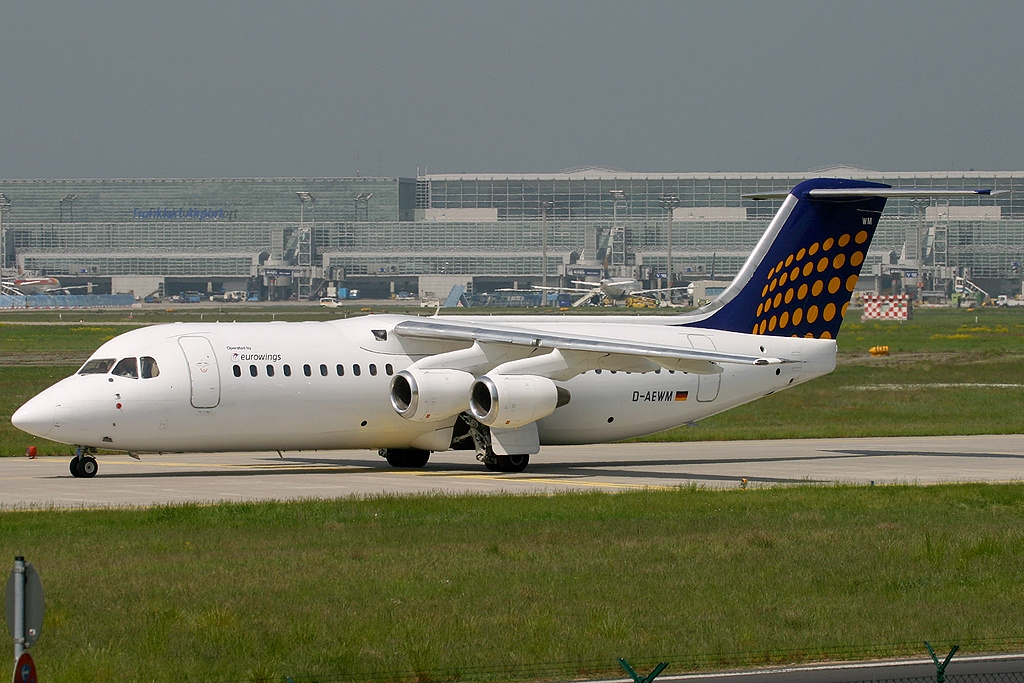
BAe 146-300
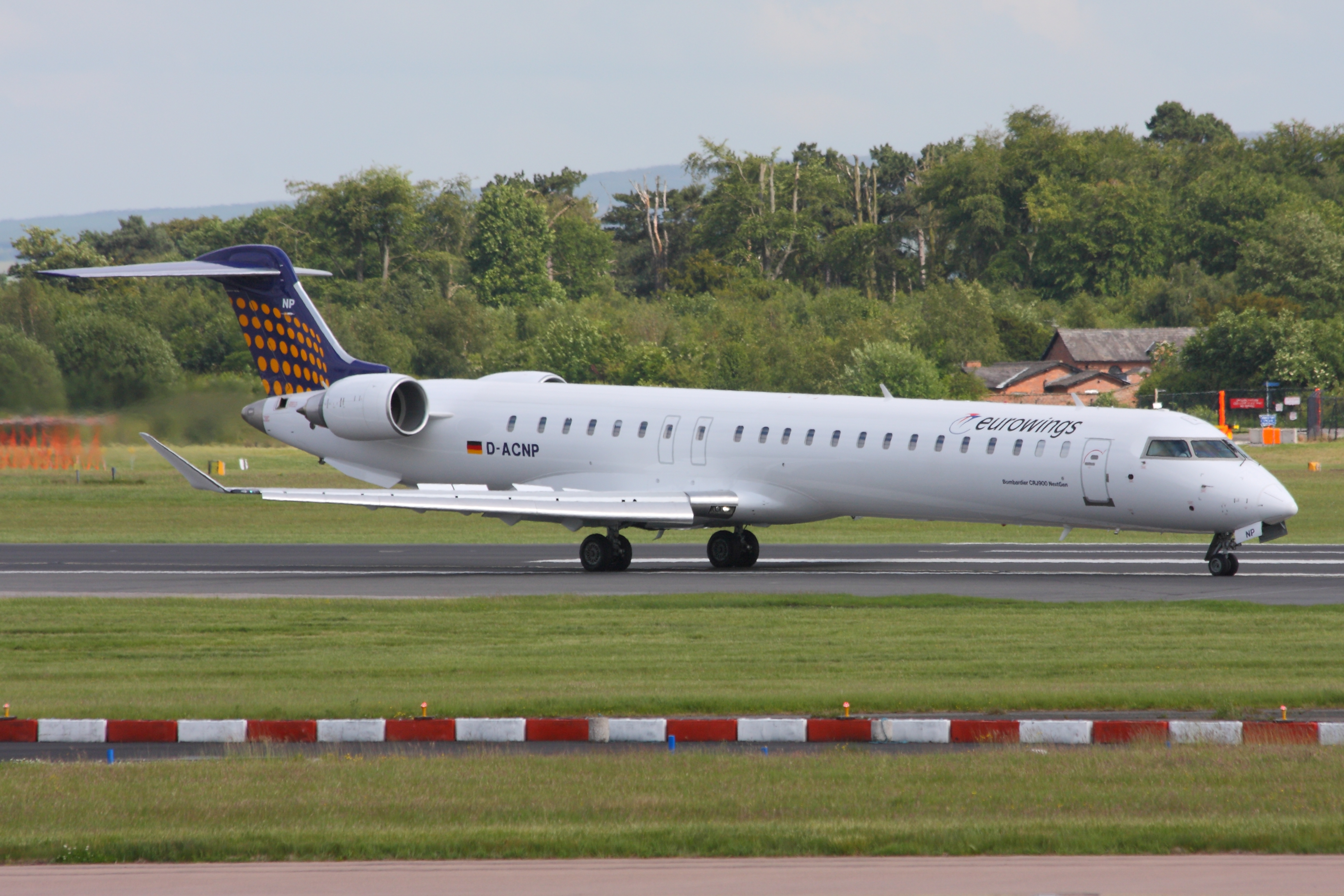
ボンバルディアCRJ-900
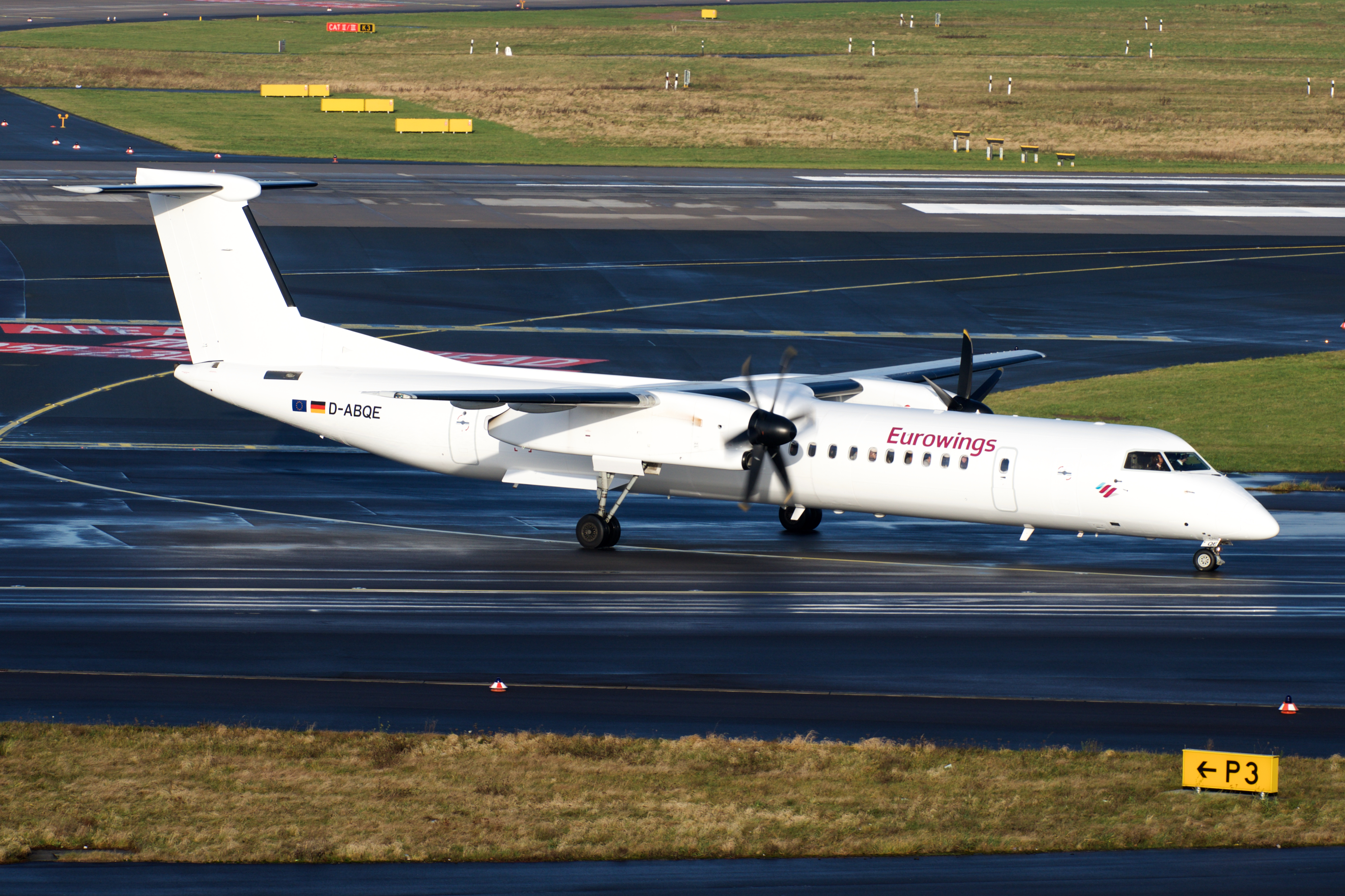
ボンバルディア DHC-8-Q400